# Kolbenarmring

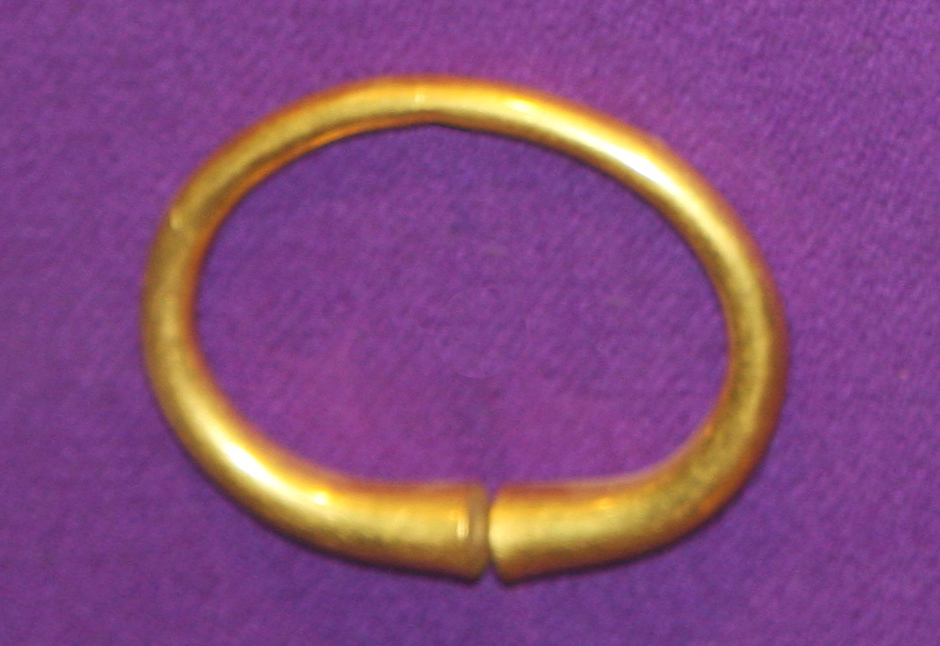
Kolbenarmring

Der Kolbenarmring ist ein Ringtyp, der Bedeutung für das Verständnis der eisenzeitlichen Gesellschaften in Dänemark und Skandinavien hat. Er besteht aus einem gehämmerten Goldstreifen mit verdickten Enden. Trotz ihrer Schlichtheit waren die Ringe Statussymbole. Kolbenringe kommen auch in Mittel- und Osteuropa zwischen Belgien, dem Baltikum, Belarus und der Ukraine vor. Die Anzahl der Funde aus dem dänisch-skandinavischen Raum ist allerdings am größten.
1980 hat Joachim Werner (1909–1994) die Ringe behandelt und betont, dass sie sich nur im Kontext mit hohem Status als Grabbeigabe finden. So stammt ein Kolbenarmring aus dem Grab des fränkischen Königs Childerich I. in Tournai, das 482 n. Chr. angelegt wurde. Werners Interpretation der Armringe wurde allgemein anerkannt.
In Dänemark treten die ältesten Kolbenarmringe, die auch in den Opferfunden aus Illerup auf Jütland, Gräberfeld von Himlingøje auf Seeland und Thorsberg in Schleswig-Holstein vorkommen, kurz nach 200 n. Chr. in der Eisenzeit auf. 2006 wurde in einem Park am Rande der Stadt Deventer (Niederlande) die Hälfte eines goldenen Kolbenarmrings gefunden (im örtlichen Museum). Dazu gibt es eine Reihe Depotfunde aus Schweden, in denen die Ringe oft mit Schlangenkopfringen vergesellschaftet vorkommen. Der Schatzfund von Skedstad in Bredsätra auf Öland enthielt Fragmente von Kolbenarm- und Schlangenkopfringen.
Die Analysen von Gewicht und Reinheit der Kolbenarmringe haben einen Zusammenhang zwischen vielen Ringen und römischen Solidi gezeigt. Dies kann bedeuten, dass einige aus geschmolzenen Münzen hergestellt wurden.